# Alex Meret
Alex Meret (Udine, 22 de março de 1997) é um futebolista italiano que atua como goleiro. Atualmente joga pelo Napoli.

## Carreira
Alex Meret começou a carreira no Udinese.

## Seleção Italiana
Alex Meret foi convocado pela primeira vez a Azzurri por Giampiero Ventura na data-FIFA de março de 2017, sendo reserva de Gianluigi Donnarumma.
Alex Meret fez parte do elenco da Seleção Italiana na disputa da Eurocopa de 2020.

## Títulos
Napoli
- Copa da Itália: 2019–20
- Campeonato Italiano: 2022–23, 2024–25[2]

Seleção Italiana
- Eurocopa: 2020

### Prêmios individuais
- Equipe do torneio do Campeonato Europeu Sub-19 de 2016[3]